# 메이슨 쿡

메이슨 쿡(Mason Cook, 2000년 7월 25일 ~ )은 미국의 배우, 텔레비전 배우이다.
오클라호마시티에서 태어났다.

## 방송
- 스피치리스

## 영화
- 스피치리스 (2016년)
- 레전드 시즌2 (2015년)
- 레전드 시즌1 (2014년)
- 스파이 (2013년) - 마르쿠스 엘리엇 역
- 론 레인저 (2013년) - 윌 역
- 모킹버드 레인 (2012년)
- 트래저 버디즈 (2012년) - 피트 하워드 역
- 스파이키드4 : 올더타임인더월드 (2011년) - 세실 윌슨 역
- 레이징 호프 시즌1 (2010년)